# Джош Вольфф
Джошуа Девід Вольфф (англ. Joshua David Wolff; нар. 25 лютого 1977, Стоун Маунтен, Джорджія) — колишній американський футболіст, нападник збірної США. Учасник чемпіонатів світу 2002 і 2006, а також Олімпійських ігор 2000 року в Сіднеї.

## Клубна кар'єра

### Рання кар'єра
Вольфф почав свою кар'єру, виступаючи за футбольну команду коледжу протягом трьох років. Він забив 21 гол у 43 зустрічах. В університеті Південної Кароліни він грав разом зі своїм майбутнім партнером по національній команді Клінтом Метісом.

### Професійна кар'єра

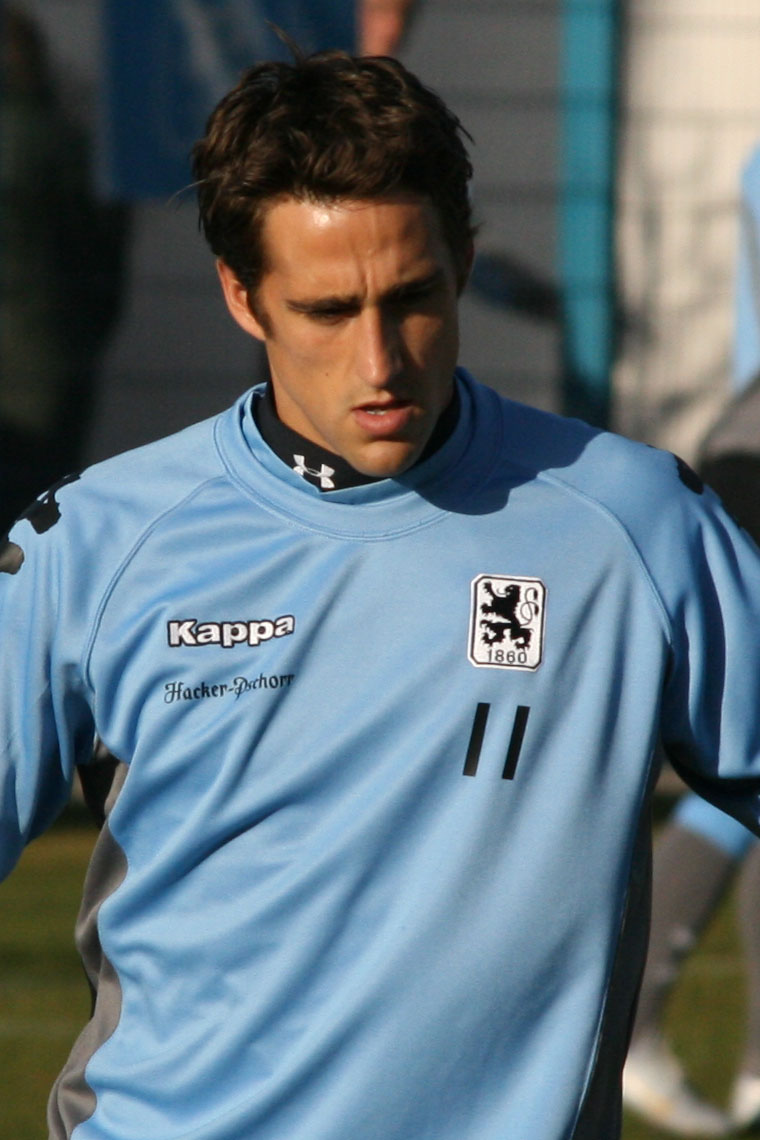
Вольфф у формі «Мюнхен 1860». 2007 рік.

Після закінчення коледжу Джош підписав контракт з клубом MLS «Чикаго Файр». Він став одним з наймолодших бомбардирів команди, разом з Джеффом Каннінгемом та Дамані Ральфом, забивши 11 голів в 14 зустрічах, всього в чотирьох матчах, вийшовши в стартовому складі. У першому ж сезоні він став чемпіоном MLS і виграв Кубок Ламара Ганта, повторивши підкорення трофея у 2000 році. За чотири сезони Вольфф забив 32 м'ячі у 84 матчах, але повністю розкритися в Чикаго йому заважали численні травми.
У 2003 році на Супердрафті Вольфф був обміняний в «Канзас-Сіті Візардз» на Нейта Якуа. Сезон 2003 Джош пропустив через травму. У 2004 році він відновився і забив 10 голів за клуб.
У вересні 2006 року Джош пройшов перегляд у англійському «Дербі Каунті». Керівництво «баранів» залишилося задоволене нападником, але оскільки він не провів 75 % матчів за збірну, імміграційна палата Британії не дала йому дозвіл на роботу.
Після Англії Вольфф пройшов перегляд у клубі другої Бундесліги «Мюнхен 1860». 6 грудня 2006 року Джош підписав контракт з мюнхенською командою на один сезон. Ціна трансферу склала 190 тис. доларів. Вольфф провів за німецький клуб 34 матчі і забив два голи і після закінчення контракту він повернувся в «Канзас-Сіті Візардз». У команді Джош відіграв два сезони, після чого клуб не став продовжувати контракт Вольффа.
15 грудня 2010 року він був обраний на драфті клубом «Ді Сі Юнайтед», підписавши у командою однорічну угоду. 20 березня 2011 року в матчі проти «Коламбус Крю» Вольфф дебютував за новий клуб. У цій зустрічі він забив свій перший м'яч і допоміг клубу перемогти.
Після закінчення контракту Джош завершив кар'єру футболіста і залишився в «Ді Сі Юнайтед» на посаді помічника головного тренера.

## Міжнародна кар'єра
8 вересня 1999 року в матчі проти збірної Ямайки Вольфф дебютував за збірну США.
У 2000 році Джош разом з олімпійською збірної США взяв участь в Олімпійських іграх. На турнірі він зіграв у матчах проти Чехії, Камеруну, Кувейту, Японії, Іспанії і Чилі. В поєдинках проти чехів і японців Вольфф забив по голу.
25 жовтня 2000 року в товариському матчі проти збірної Мексики Вольфф забив свій перший гол за національну команду.
У 2002 році Джош у складі національної команди виграв Золотий кубок КОНКАКАФ, зігравши в трьох матчах і забивши гол у фіналі у ворота збірної Коста-Рики. У тому ж році він взяв участь у чемпіонаті світу в Японії і Південній Кореї. На турнірі він взяв участь у поєдинках проти збірних Мексики і Південної Кореї.
У 2005 році Вольфф вдруге став володарем золотого кубка КОНКАКАФ, зігравши у всіх матчах і забивши гол у ворота збірної Ямайки.
У 2006 році Вольфф вдруге взяв участь і в мундіалі, проте зіграв лише в одному поєдинку проти збірної Чехії.
4 червня 2008 року матч проти збірної Іспанії став для Джоша останнім у футболці національної команди.

### Голи за олімпійську збірну США

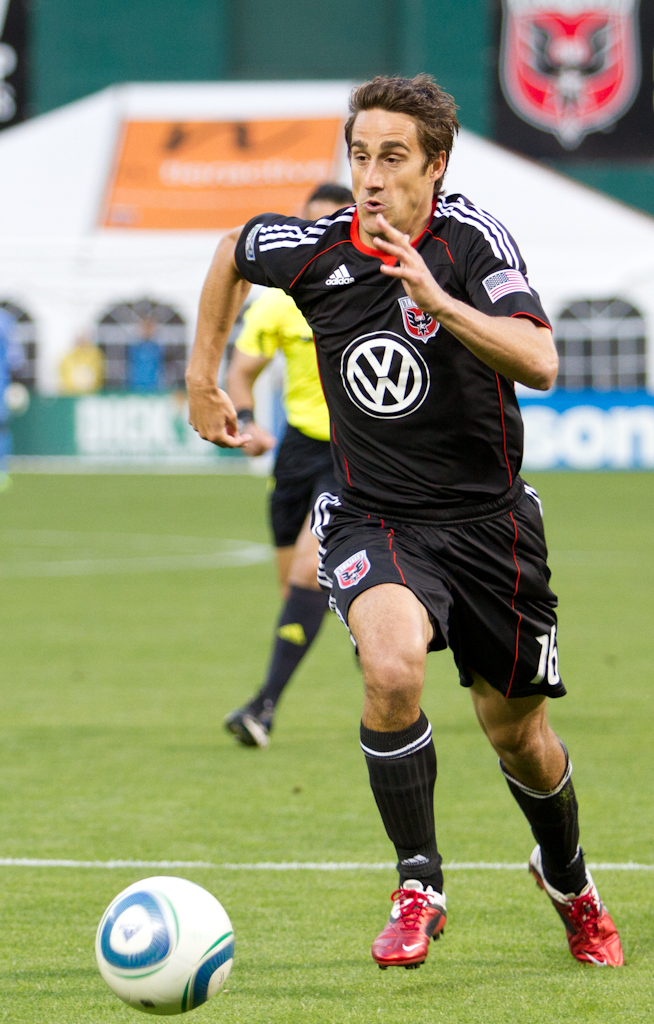
Вольфф в складі «Ді Сі Юнайтед». 2011 рік.

| #   | Дата            | Місце                                | Суперник | Рахунок | Результат | Змагання              |
| --- | --------------- | ------------------------------------ | -------- | ------- | --------- | --------------------- |
| 01. | 13 вересня 2000 | Канберра-стедіум Канберра, Австралія | Чехія    | 2:1     | 2:2       | Олімпійські ігри 2000 |
| 02. | 24 вересня 2000 | Хіндмерш, Аделаїда, Австралія        | Японія   | 1:2     | 2:2       | Олімпійські ігри 2000 |

### Голи за збірну США
| #   | Дата              | Місце                  | Суперник   | Рахунок | Результат | Змагання                    |
| --- | ----------------- | ---------------------- | ---------- | ------- | --------- | --------------------------- |
| 01. | 25 жовтня 2000    | Лос-Анджелес, США      | Мексика    | 2:0     | 2:0       | Товариський матч            |
| 02. | 28 лютого 2001    | Колумбус, США          | Мексика    | 1:0     | 2:0       | Кваліфікація до ЧС-2002     |
| 03. | 25 квітня 2001    | Канзас-Сіті, США       | Коста-Рика | 1:0     | 1:0       | Кваліфікація до ЧС-2002     |
| 04. | 2 лютого 2002     | Пасадена, США          | Коста-Рика | 1:0     | 2:0       | Золотий кубок КОНКАКАФ 2002 |
| 05. | 16 травня 2002    | Східний Рутерфорд, США | Ямайка     | 1:0     | 5:0       | Товариський матч            |
| 06. | 16 травня 2002    | Східний Рутерфорд, США | Ямайка     | 3:0     | 5:0       | Товариський матч            |
| 07. | 20 червня 2004    | Сент-Джорджес, Гренада | Гренада    | 2:1     | 3:2       | Кваліфікація до ЧС-2006     |
| 08. | 16 липня 2005     | Фоксборо, США          | Ямайка     | 1:0     | 3:1       | Золотий кубок КОНКАКАФ 2005 |
| 09. | 12 листопада 2005 | Глазго, Шотландія      | Шотландія  | 1:0     | 1:1       | Товариський матч            |

## Досягнення
Клубні
 «Чикаго Файр»
- Переможець MLS: 1998
- Володар Кубка Ламара Ганта: 1998, 2000

 «Канзас-Сіті Візардз»
- Володар Кубка Ламара Ганта: 2004

Міжнародні
 США
- Володар Золотого кубка КОНКАКАФ: 2002, 2005